# アセンブリ (プログラミング)
アセンブリとは、型（データ型）と他のリソース（資源）から構成されるランタイムユニット（実行単位）である。アセンブリ内にある全ての型は同じバージョン番号を持つ。
しばしば、1つのアセンブリは1つだけの名前空間を持ち、1つのプログラムで使用される。しかし、1つのアセンブリがいくつかの名前空間に及ぶこともある。また、1つの名前空間がいくつかのアセンブリに及ぶこともある。巨大な設計において、アセンブリは「マニフェスト」（内容を記した一覧表）によってまとめられた複数のファイルから構成されていてもよい。
C#やVB.NETなどの.NET言語において、アセンブリは使用される最小の配置単位であり、.NETにおけるコンポーネントである。たとえばMicrosoft Windows環境の場合、具体的にはDLLやEXEとなる。転じて、.NETコンポーネントではないネイティブのDLL/EXEも、「アセンブリ」と呼ばれることがある。Javaにおいて、アセンブリはJARファイルである。

## アセンブリの作成
C#においては、コンパイルごとに、「アセンブリ」か「モジュール」のいずれかが作成される。「アセンブリ リンカー」 (al) を用いて他のモジュールを加えることができる。
Javaの特徴は、各クラスごとに*.classファイルを作成することであり、この点でC#とは異なる。対象となるアセンブリに追加されるYを伴う新規のA.exeを作成するcsc /addmodule:Y.netmodule A.csのように、作成はコンパイラのスイッチで活性化させることが可能である。